# 五月二十五日縣 (聖胡安省)

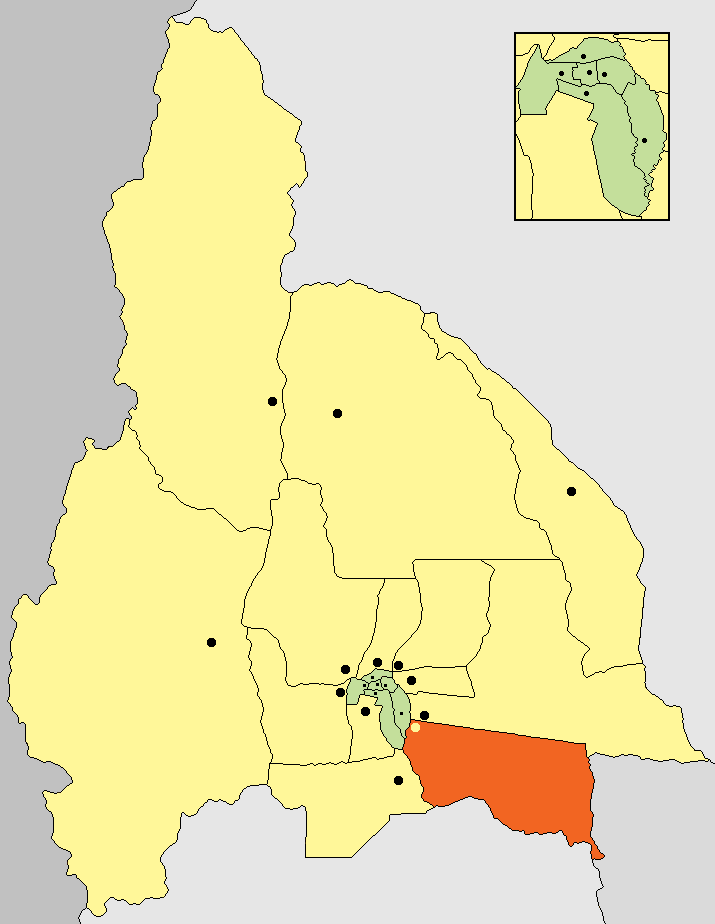

31°49′S 68°12′W / 31.817°S 68.200°W
五月二十五日縣（西班牙語：Departamento Veinticinco de Mayo），是阿根廷的縣份，位於該國西部聖胡安省，首府設於聖羅莎，距離首都布宜諾斯艾利斯1,069公里，面積4,519平方公里，2001年人口15,794，人口密度每平方公里3.5人。